# Liste des médaillés aux Jeux olympiques d'hiver de 2014
Cet article liste les athlètes ayant remporté une médaille aux Jeux olympiques d'hiver de 2014 à Sotchi en Russie du 7 au 22 février 2014.

## Biathlon
| Épreuves                      | Or                                                                         | Argent                                                                                | Bronze                                                                          |
| ----------------------------- | -------------------------------------------------------------------------- | ------------------------------------------------------------------------------------- | ------------------------------------------------------------------------------- |
| Hommes                        |                                                                            |                                                                                       |                                                                                 |
| 20 km individuel              | Martin Fourcade (FRA)                                                      | Erik Lesser (GER)                                                                     | Evgeniy Garanichev (RUS)                                                        |
| 10 km sprint                  | Ole Einar Bjørndalen (NOR)                                                 | Dominik Landertinger (AUT)                                                            | Jaroslav Soukup (CZE)                                                           |
| Poursuite 12,5 km             | Martin Fourcade (FRA)                                                      | Ondřej Moravec (CZE)                                                                  | Jean-Guillaume Béatrix (FRA)                                                    |
| Départ groupé 15 km           | Emil Hegle Svendsen (NOR)                                                  | Martin Fourcade (FRA)                                                                 | Ondřej Moravec (CZE)                                                            |
| Relais 4 × 7,5 km             | Allemagne Daniel Böhm Erik Lesser Arnd Peiffer Simon Schempp               | Autriche Simon Eder Dominik Landertinger Daniel Mesotitsch Christoph Sumann           | Norvège Tarjei Bø Johannes Thingnes Bø Ole Einar Bjørndalen Emil Hegle Svendsen |
| Femmes                        |                                                                            |                                                                                       |                                                                                 |
| 15 km individuel              | Darya Domracheva (BLR)                                                     | Selina Gasparin (SUI)                                                                 | Nadezhda Skardino (BLR)                                                         |
| 7,5 km sprint                 | Anastasia Kuzmina (SVK)                                                    | Olga Vilukhina (RUS)                                                                  | Vita Semerenko (UKR)                                                            |
| Poursuite 10 km               | Darya Domracheva (BLR)                                                     | Tora Berger (NOR)                                                                     | Teja Gregorin (SLO)                                                             |
| Départ groupé 12,5 km         | Darya Domracheva (BLR)                                                     | Gabriela Soukalová (CZE)                                                              | Tiril Eckhoff (NOR)                                                             |
| Relais 4 × 6 km               | Ukraine Juliya Dzhyma Olena Pidhrushna Valj Semerenko Vita Semerenko       | Norvège Tora Berger Tiril Eckhoff Ann Kristin Aafedt Flatland Fanny Welle-Strand Horn | Tchéquie Eva Puskarcikova Gabriela Soukalova Jitka Landová Veronika Vitkova     |
| Mixte                         |                                                                            |                                                                                       |                                                                                 |
| Relais 2 × 6 km et 2 × 7.5 km | Norvège Tora Berger Ole Einar Bjørndalen Tiril Eckhoff Emil Hegle Svendsen | Tchéquie Ondřej Moravec Gabriela Soukalová Jaroslav Soukup Veronika Vítková           | Italie Lukas Hofer Karin Oberhofer Dorothea Wierer Dominik Windisch             |

## Bobsleigh
| Épreuves     | Or                                                                        | Argent                                                                      | Bronze                                                                    |
| ------------ | ------------------------------------------------------------------------- | --------------------------------------------------------------------------- | ------------------------------------------------------------------------- |
| Hommes       |                                                                           |                                                                             |                                                                           |
| Bob à deux   | Suisse Alex Baumann Beat Hefti                                            | États-Unis Steven Holcomb Steven Langton                                    | Lettonie Oskars Melbārdis Daumants Dreiskens                              |
| Bob à quatre | Lettonie Oskars Melbārdis Arvis Vilkaste Daumants Dreiškens Jānis Strenga | États-Unis Steven Holcomb Steven Langton Curtis Tomasevicz Christopher Fogt | Grande-Bretagne John James Jackson Stuart Benson Bruce Tasker Joel Fearon |
| Femmes       |                                                                           |                                                                             |                                                                           |
| Bob à deux   | Canada Kaillie Humphries Heather Moyse                                    | États-Unis Elana Meyers Lauryn Williams                                     | États-Unis Aja Evans Jamie Greubel                                        |

## Combiné nordique
| Épreuves       | Or                                                              | Argent                                                                 | Bronze                                                                |
| -------------- | --------------------------------------------------------------- | ---------------------------------------------------------------------- | --------------------------------------------------------------------- |
| Hommes         |                                                                 |                                                                        |                                                                       |
| Petit tremplin | Eric Frenzel (GER)                                              | Akito Watabe (JPN)                                                     | Magnus Krog (NOR)                                                     |
| Grand tremplin | Jørgen Graabak (NOR)                                            | Magnus Moan (NOR)                                                      | Fabian Riessle (GER)                                                  |
| Par équipes    | Norvège Jørgen Graabak Håvard Klemetsen Magnus Krog Magnus Moan | Allemagne Eric Frenzel Björn Kircheisen Fabian Riessle Johannes Rydzek | Autriche Christoph Bieler Bernhard Gruber Lukas Klapfer Mario Stecher |

## Curling
| Épreuves         | Or                                                                        | Argent                                                                                          | Bronze                                                                          |
| ---------------- | ------------------------------------------------------------------------- | ----------------------------------------------------------------------------------------------- | ------------------------------------------------------------------------------- |
| Tournoi masculin | Canada Caleb Flaxey Ryan Fry E. J. Harnden Ryan Harnden Brad Jacobs       | Grande-Bretagne Scott Andrews Tom Brewster Greg Drummond Michael Goodfellow David Murdoch       | Suède Niklas Edin Oskar Eriksson Viktor Kjäll Sebastian Kraupp Fredrik Lindberg |
| Tournoi féminin  | Canada Jennifer Jones Kaitlyn Lawes Dawn McEwen Jill Officer Kirsten Wall | Suède Christina Bertrup Agnes Knochenhauer Maria Prytz Margaretha Sigfridsson Maria Wennerström | Grande-Bretagne Vicki Adams Lauren Gray Claire Hamilton Eve Muirhead Anna Sloan |

## Hockey sur glace
| Épreuves         | Or | Argent | Bronze |
| ---------------- | --- | --- | --- |
| Tournoi masculin | Canada Jamie Benn Patrice Bergeron Jay Bouwmeester Jeff Carter Sidney Crosby Drew Doughty Matt Duchene Ryan Getzlaf Dan Hamhuis Duncan Keith Chris Kunitz Roberto Luongo Patrick Marleau Rick Nash Corey Perry Alex Pietrangelo Carey Price Martin St-Louis Patrick Sharp Mike Smith P.K. Subban John Tavares Jonathan Toews Marc-Édouard Vlasic Shea Weber  | Suède Daniel Alfredsson Nicklas Backstrom Patrik Berglund Alexander Edler Oliver Ekman-Larsson Jhonas Enroth Jimmie Ericsson Jonathan Ericsson Loui Eriksson Jonas Gustavsson Carl Hagelin Niklas Hjalmarsson Marcus Johansson Erik Karlsson Niklas Kronwall Marcus Krüger Gabriel Landeskog Henrik Lundqvist Gustav Nyquist Johnny Oduya Daniel Sedin Jakob Silfverberg Alexander Steen Henrik Tallinder Henrik Zetterberg | Finlande Juhamatti Aaltonen Aleksander Barkov Mikael Granlund Juuso Hietanen Jarkko Immonen Jussi Jokinen Olli Jokinen Leo Komarov Sami Lepistö Petri Kontiola Lauri Korpikoski Lasse Kukkonen Jori Lehterä Kari Lehtonen Olli Määttä Antti Niemi Antti Pihlström Tuukka Rask Tuomo Ruutu Sakari Salminen Sami Salo Teemu Selänne Kimmo Timonen Ossi Väänänen Sami Vatanen |
| Tournoi féminin  | Canada Meghan Agosta Gillian Apps Mélodie Daoust Laura Fortino Jayna Hefford Haley Irwin Brianne Jenner Rebecca Johnston Charline Labonté Geneviève Lacasse Jocelyne Larocque Meaghan Mikkelson Caroline Ouellette Marie-Philip Poulin Lauriane Rougeau Natalie Spooner Shannon Szabados Jennifer Wakefield Catherine Ward Tara Watchorn Hayley Wickenheiser | États-Unis Kacey Bellamy Megan Bozek Alex Carpenter Julie Chu Kendall Coyne Brianna Decker Meghan Duggan Lyndsey Fry Amanda Kessel Hilary Knight Jocelyne Lamoureux Monique Lamoureux-Kolls Gigi Marvin Brianne McLaughlin Michelle Picard Josephine Pucci Molly Schaus Anne Schleper Kelli Stack Lee Stecklein Jessie Vetter                                                                                               | Suisse Janine Alder Livia Altmann Sophie Anthamatten Laura Benz Sara Benz Nicole Bullo Romy Eggimann Sarah Forster Angela Frautschi Jessica Lutz Julia Marty Stefanie Marty Alina Muller Katrin Nabholz Evelina Raselli Florence Schelling Lara Stalder Phoebe Stanz Anja Stiefel Sandra Thalmann Nina Waidacher                                                           |

## Luge
| Épreuves | Or                                                                 | Argent                                                                        | Bronze                                                       |
| -------- | ------------------------------------------------------------------ | ----------------------------------------------------------------------------- | ------------------------------------------------------------ |
| Hommes   |                                                                    |                                                                               |                                                              |
| Simple   | Felix Loch (GER)                                                   | Albert Demtchenko (RUS)                                                       | Armin Zöggeler (ITA)                                         |
| Double   | Tobias Arlt Tobias Wendl                                           | Andreas Linger Wolfgang Linger                                                | Andris Šics Juris Šics                                       |
| Femmes   |                                                                    |                                                                               |                                                              |
| Simple   | Natalie Geisenberger (GER)                                         | Tatjana Hüfner (GER)                                                          | Erin Hamlin (USA)                                            |
| Mixte    |                                                                    |                                                                               |                                                              |
| Relais   | Allemagne Natalie Geisenberger Felix Loch Tobias Arlt Tobias Wendl | Russie Tatiana Ivanova Albert Demtchenko Vladislav Antonov Aleksandr Denisyev | Lettonie Elīza Tīruma Mārtiņš Rubenis Andris Šics Juris Šics |

## Patinage artistique
| Épreuves    | Or | Argent | Bronze |
| ----------- | --- | --- | --- |
| Hommes      | | | |
| Individuel  | Yuzuru Hanyū (JPN) | Patrick Chan (CAN) | Denis Ten (KAZ) |
| Femmes      | | | |
| Individuel  | Adelina Sotnikova (RUS) | Kim Yuna (KOR) | Carolina Kostner (ITA)                                                                                                  |
| Mixte       | | | |
| Couples     | Russie Tatiana Volosozhar Maksim Trankov | Russie Ksenia Stolbova Fedor Klimov | Allemagne Aljona Savchenko Robin Szolkowy                                                                               |
| Danse       | États-Unis Meryl Davis Charlie White | Canada Tessa Virtue Scott Moir | Russie Elena Ilinykh Nikita Katsalapov                                                                                  |
| Par équipes | Russie Ekaterina Bobrova Elena Ilinykh Nikita Katsalapov Fedor Klimov Ioulia Lipnitskaïa Evgeni Plushenko Dmitri Soloviev Ksenia Stolbova Maksim Trankov Tatiana Volosozhar | Canada Patrick Chan Meagan Duhamel Scott Moir Kirsten Moore-Towers Dylan Moscovitch Kaetlyn Osmond Eric Radford Kevin Reynolds Tessa Virtue | États-Unis Jeremy Abbott Jason Brown Marissa Castelli Meryl Davis Gracie Gold Simon Shnapir Ashley Wagner Charlie White |

## Patinage de vitesse
| Épreuves    | Or                                                                 | Argent                                                                                | Bronze                                                                           |
| ----------- | ------------------------------------------------------------------ | ------------------------------------------------------------------------------------- | -------------------------------------------------------------------------------- |
| Hommes      |                                                                    |                                                                                       |                                                                                  |
| 500 m       | Michel Mulder (NED)                                                | Jan Smeekens (NED)                                                                    | Ronald Mulder (NED)                                                              |
| 1 000 m     | Stefan Groothuis (NED)                                             | Denny Morrison (CAN)                                                                  | Michel Mulder (NED)                                                              |
| 1 500 m     | Zbigniew Bródka (POL)                                              | Koen Verweij (NED)                                                                    | Denny Morrison (CAN)                                                             |
| 5 000 m     | Sven Kramer (NED)                                                  | Jan Blokhuijsen (NED)                                                                 | Jorrit Bergsma (NED)                                                             |
| 10 000 m    | Jorrit Bergsma (NED)                                               | Sven Kramer (NED)                                                                     | Bob de Jong (NED)                                                                |
| Par équipes | Pays-Bas Jorrit Bergsma Jan Blokhuijsen Sven Kramer Koen Verweij   | Corée du Sud Joo Hyong-jun Kim Cheol-min Lee Seung-hoon Mo Tae-bum                    | Pologne Zbigniew Bródka Sebastian Druszkiewicz Konrad Niedźwiedzki Jan Szymański |
| Femmes      |                                                                    |                                                                                       |                                                                                  |
| 500 m       | Lee Sang-hwa (KOR)                                                 | Olga Fatkulina (RUS)                                                                  | Margot Boer (NED)                                                                |
| 1 000 m     | Zhang Hong (CHN)                                                   | Ireen Wüst (NED)                                                                      | Margot Boer (NED)                                                                |
| 1 500 m     | Jorien ter Mors (NED)                                              | Ireen Wüst (NED)                                                                      | Lotte van Beek (NED)                                                             |
| 3 000 m     | Ireen Wüst (NED)                                                   | Martina Sáblíková (CZE)                                                               | Olga Graf (RUS)                                                                  |
| 5 000 m     | Martina Sáblíková (CZE)                                            | Ireen Wüst (NED)                                                                      | Carien Kleibeuker (NED)                                                          |
| Par équipes | Pays-Bas Lotte van Beek Marrit Leenstra Jorien ter Mors Ireen Wüst | Pologne Katarzyna Bachleda-Curuś Natalia Czerwonka Katarzyna Woźniak Luiza Złotkowska | Russie Olga Graf Ekaterina Lobycheva Yuliya Skokova Yekaterina Shikhova          |

## Patinage de vitesse sur piste courte
| Épreuves           | Or                                                                         | Argent                                                                    | Bronze                                                               |
| ------------------ | -------------------------------------------------------------------------- | ------------------------------------------------------------------------- | -------------------------------------------------------------------- |
| Hommes             |                                                                            |                                                                           |                                                                      |
| 500 m              | Viktor Ahn (RUS)                                                           | Wu Dajing (CHN)                                                           | Charle Cournoyer (CAN)                                               |
| 1 000 m            | Viktor Ahn (RUS)                                                           | Vladimir Grigorev (RUS)                                                   | Sjinkie Knegt (NED)                                                  |
| 1 500 m            | Charles Hamelin (CAN)                                                      | Han Tianyu (CHN)                                                          | Viktor Ahn (RUS)                                                     |
| Relais 4 × 5 000 m | Russie Viktor Ahn Semen Elistratov Vladimir Grigorev Rouslan Zakharov      | États-Unis Eduardo Alvarez J.R. Celski Chris Creveling Jordan Malone      | Chine Chen Dequan Han Tianyu Shi Jingnan Wu Dajing                   |
| Femmes             |                                                                            |                                                                           |                                                                      |
| 500 m              | Li Jianrou (CHN)                                                           | Arianna Fontana (ITA)                                                     | Park Seung-hi (KOR)                                                  |
| 1 000 m            | Park Seung-hi (KOR)                                                        | Fan Kexin (CHN)                                                           | Shim Suk-hee (KOR)                                                   |
| 1 500 m            | Zhou Yang (CHN)                                                            | Shim Suk-hee (KOR)                                                        | Arianna Fontana (ITA)                                                |
| Relais 4 × 3 000 m | Corée du Sud Cho Ha-ri Kim Alang Kong Sangjeong Park Seung-hi Shim Suk-hee | Canada Marie-Ève Drolet Jessica Hewitt Valérie Maltais Marianne St-Gelais | Italie Arianna Fontana Lucia Peretti Martina Valcepina Elena Viviani |

## Saut à ski
| Épreuves       | Or                                                                    | Argent                                                                            | Bronze                                                     |
| -------------- | --------------------------------------------------------------------- | --------------------------------------------------------------------------------- | ---------------------------------------------------------- |
| Hommes         |                                                                       |                                                                                   |                                                            |
| Petit tremplin | Kamil Stoch (POL)                                                     | Peter Prevc (SLO)                                                                 | Anders Bardal (NOR)                                        |
| Grand tremplin | Kamil Stoch (POL)                                                     | Noriaki Kasai (JPN)                                                               | Peter Prevc (SLO)                                          |
| Par équipes    | Allemagne Andreas Wank Marinus Kraus Andreas Wellinger Severin Freund | Autriche Michael Hayböck Thomas Morgenstern Thomas Diethart Gregor Schlierenzauer | Japon Reruhi Shimizu Taku Takeuchi Daiki Itō Noriaki Kasai |
| Femmes         |                                                                       |                                                                                   |                                                            |
| Petit tremplin | Carina Vogt (GER)                                                     | Daniela Iraschko (AUT)                                                            | Coline Mattel (FRA)                                        |

## Skeleton
| Épreuves | Or                  | Argent            | Bronze          |
| -------- | ------------------- | ----------------- | --------------- |
| Hommes   | Aleksandr Tretyakov | Martins Dukurs    | Matthew Antoine |
| Femmes   | Elizabeth Yarnold   | Noelle Pikus-Pace | Elena Nikitina  |

## Ski acrobatique
| Épreuves   | Or                      | Argent                | Bronze              |
| ---------- | ----------------------- | --------------------- | ------------------- |
| Hommes     |                         |                       |                     |
| Sauts      | Anton Kushnir           | David Morris          | Zongyang Jia        |
| Halfpipe   | David Wise              | Mike Riddle           | Kevin Rolland       |
| Bosses     | Alexandre Bilodeau      | Mikaël Kingsbury      | Alexandr Smyshlyaev |
| Slopestyle | Joss Christensen        | Gus Kenworthy         | Nicholas Goepper    |
| Ski cross  | Jean-Frédéric Chapuis   | Arnaud Bovolenta      | Jonathan Midol      |
| Femmes     |                         |                       |                     |
| Sauts      | Ala Tsuper              | Xu Mengtao            | Lydia Lassila       |
| Halfpipe   | Maddie Bowman           | Marie Martinod        | Ayana Onozuka       |
| Bosses     | Justine Dufour-Lapointe | Chloé Dufour-Lapointe | Hannah Kearney      |
| Slopestyle | Dara Howell             | Devin Logan           | Kim Lamarre         |
| Ski cross  | Marielle Thompson       | Kelsey Serwa          | Anna Holmlund       |

## Ski alpin
| Épreuves      | Or                        | Argent              | Bronze                |
| ------------- | ------------------------- | ------------------- | --------------------- |
| Hommes        |                           |                     |                       |
| Descente      | Matthias Mayer            | Christof Innerhofer | Kjetil Jansrud        |
| Super G       | Kjetil Jansrud            | Andrew Weibrecht    | Jan Hudec Bode Miller |
| Slalom géant  | Ted Ligety                | Steve Missillier    | Alexis Pinturault     |
| Slalom        | Mario Matt                | Marcel Hirscher     | Henrik Kristoffersen  |
| Super combiné | Sandro Viletta            | Ivica Kostelić      | Christof Innerhofer   |
| Femmes        |                           |                     |                       |
| Descente      | Dominique Gisin Tina Maze | -                   | Lara Gut              |
| Super G       | Anna Fenninger            | Maria Höfl-Riesch   | Nicole Hosp           |
| Slalom géant  | Tina Maze                 | Anna Fenninger      | Viktoria Rebensburg   |
| Slalom        | Mikaela Shiffrin          | Marlies Schild      | Kathrin Zettel        |
| Super combiné | Maria Höfl-Riesch         | Nicole Hosp         | Julia Mancuso         |

## Ski de fond
| Épreuves           | Or                                                               | Argent                                                                          | Bronze                                                                             |
| ------------------ | ---------------------------------------------------------------- | ------------------------------------------------------------------------------- | ---------------------------------------------------------------------------------- |
| Hommes             |                                                                  |                                                                                 |                                                                                    |
| 15 km classique    | Dario Cologna                                                    | Johan Olsson                                                                    | Daniel Richardsson                                                                 |
| Skiathlon 30 km    | Dario Cologna                                                    | Marcus Hellner                                                                  | Martin Johnsrud Sundby                                                             |
| 50 km libre        | Alexander Legkov (RUS)                                           | Maxim Vylegzhanin (RUS)                                                         | Ilia Chernousov (RUS)                                                              |
| Sprint             | Ola Vigen Hattestad                                              | Teodor Peterson                                                                 | Emil Jönsson                                                                       |
| Sprint par équipes | Finlande Sami Jauhojärvi Iivo Niskanen                           | Russie Maxim Vylegzhanin Nikita Kriukov                                         | Suède Emil Jönsson Teodor Peterson                                                 |
| Relais 4 × 10 km   | Suède Marcus Hellner Lars Nelson Johan Olsson Daniel Richardsson | Russie Alexander Bessmertnykh Dmitri Iaparov Alexander Legkov Maxim Vylegzhanin | France Robin Duvillard Jean-Marc Gaillard Maurice Manificat Ivan Perrillat-Boiteux |
| Femmes             |                                                                  |                                                                                 |                                                                                    |
| 10 km classique    | Justyna Kowalczyk                                                | Charlotte Kalla                                                                 | Therese Johaug                                                                     |
| Skiathlon 15 km    | Marit Bjørgen                                                    | Charlotte Kalla                                                                 | Heidi Weng                                                                         |
| 30 km libre        | Marit Bjørgen                                                    | Therese Johaug                                                                  | Kristin Størmer Steira                                                             |
| Sprint             | Maiken Caspersen Falla                                           | Ingvild Flugstad Østberg                                                        | Vesna Fabjan                                                                       |
| Sprint par équipes | Norvège Marit Bjørgen Ingvild Flugstad Østberg                   | Finlande Kerttu Niskanen Aino-Kaisa Saarinen                                    | Suède Ida Ingemarsdotter Stina Nilsson                                             |
| Relais 4 × 5 km    | Suède Anna Haag Ida Ingemarsdotter Charlotte Kalla Emma Wikén    | Finlande Anne Kyllönen Krista Lähteenmäki Kerttu Niskanen Aino-Kaisa Saarinen   | Allemagne Stefanie Böhler Nicole Fessel Denise Herrmann Claudia Nystad             |

## Snowboard
| Épreuves               | Or                  | Argent            | Bronze          |
| ---------------------- | ------------------- | ----------------- | --------------- |
| Hommes                 |                     |                   |                 |
| Cross                  | Pierre Vaultier     | Nikolay Olyunin   | Alex Deibold    |
| Half-pipe              | Iouri Podladtchikov | Ayumu Hirano      | Taku Hiraoka    |
| Slalom parallèle       | Vic Wild            | Žan Košir         | Benjamin Karl   |
| Slalom géant parallèle | Vic Wild            | Nevin Galmarini   | Žan Košir       |
| Slopestyle             | Sage Kotsenburg     | Staale Sandbech   | Mark McMorris   |
| Femmes                 |                     |                   |                 |
| Cross                  | Eva Samková         | Dominique Maltais | Chloé Trespeuch |
| Half-pipe              | Kaitlyn Farrington  | Torah Bright      | Kelly Clark     |
| Slalom parallèle       | Julia Dujmovits     | Anke Karstens     | Amelie Kober    |
| Slalom géant parallèle | Patrizia Kummer     | Tomoka Takeuchi   | Alena Zavarzina |
| Slopestyle             | Jamie Anderson      | Enni Rukajärvi    | Jenny Jones     |

## Athlètes les plus médaillés
| Athlète            | Pays               | Sport               | Médaille d'or, Jeux olympiques | Médaille d'argent, Jeux olympiques | Médaille de bronze, Jeux olympiques | Ensemble |
| Viktor Ahn         | Russie             | Short track         | 3                              | 0                                  | 1                                   | 4        |
| Darya Domracheva   | Biélorussie        | Biathlon            | 3                              | 0                                  | 0                                   | 3        |
| Marit Bjørgen      | Norvège            | Ski de fond         | 3                              | 0                                  | 0                                   | 3        |
| Ireen Wüst         | Pays-Bas           | Patinage de vitesse | 2                              | 3                                  | 0                                   | 5        |
| Martin Fourcade    | France             | Biathlon            | 2                              | 1                                  | 0                                   | 3        |
| Sven Kramer        | Pays-Bas           | Patinage de vitesse | 2                              | 1                                  | 0                                   | 3        |
| Jorrit Bergsma     | Pays-Bas           | Patinage de vitesse | 2                              | 0                                  | 1                                   | 3        |
| Park Seung-hi      | Corée du Sud       | Short track         | 2                              | 0                                  | 1                                   | 3        |
| Charlotte Kalla    | Suède              | Ski de fond         | 1                              | 2                                  | 0                                   | 3        |
| Shim Suk-hee       | Corée du Sud       | Short track         | 1                              | 1                                  | 1                                   | 3        |
| Tiril Eckhoff      | Norvège            | Biathlon            | 1                              | 1                                  | 1                                   | 3        |
| Gabriela Soukalová | République tchèque | Biathlon            | 0                              | 2                                  | 1                                   | 3        |
| Ondřej Moravec     | République tchèque | Biathlon            | 0                              | 2                                  | 1                                   | 3        |
| Arianna Fontana    | Italie             | Short track         | 0                              | 1                                  | 2                                   | 3        |